# 蒼く染めろ
『蒼く染めろ』（あおくそめろ）は、桜井ミヤトによる日本の漫画。サッカーを題材としている。『マガジンポケット』（講談社）にて2021年9月19日から連載中。
桜井ミヤトの初連載作品。高校サッカーを舞台とし、底辺からの下克上を目指す落ちこぼれの弟と、天才の兄を中心に描く。

## あらすじ
茨城県の高校を舞台に、天才選手を兄に持つサッカー少年の活躍の物語。
小学生時代、サッカーの「天才兄弟」と並び称された飛高蒼士と兄・紅也。しかし、小学6年生の終わりにスカウトされ、スペインへ渡った紅也とはうってかわって、中学時代の蒼士は部活のレギュラーすら手にすることができなかった。一度はサッカーの道を諦め勉強や料理に挑戦するも、ひとつも上手くいかない。鬱屈した毎日を送る蒼士の前に突然紅也が現れ、勝負を挑む。かつて、憧れのプロサッカー選手ロナウドから貰ったユニフォームを掛けて、「一対一で自分を抜いてみろ」と発破をかける紅也に、全力でかかっていく蒼士。見事勝負に勝った蒼士は、再び日本一の選手を目指すことを誓い、翔凌高校へ入学した。
弟の発奮に揺り動かされた紅也は、世界の強豪チームが獲得に向けて動くも、なんと日本へ帰国し翔凌高校へ入学してしまう。そんな紅也を追って、世界の5人の天才選手たちも、それぞれ日本の高校へやって来た。
入学早々、早速目立ってしまった紅也と蒼士に黒川鉄平達が因縁をつけてきた。兄をけなされた蒼士と鉄平は犬猿の仲となるが、彼もまたサッカーの実力者であった。

## 登場人物

### 翔凌高校サッカー部
飛高蒼士（ひだか そうし）
本作の主人公。高校1年生。紅也とは同学年だが年子の弟。優秀な兄を持ち、劣等感を抱いている。小学生の頃はサッカーリーグでMVPを獲得するなどの実力の持ち主。中学部活引退後サッカーをやめて新しい夢を探すために色々と挑戦するがどれもうまくいかない。サッカーへの愛は誰よりも強い。
小さい頃に兄と始めたランニングが日課。ポジションはウイング。
飛高紅也（ひだか こうや）
高校1年生。小学6年生の終わりにスカウトされ、スペインのプロチーム下部組織に所属。U-15世代の欧州大会にも出場し3アシスト2ゴールの活躍を見せた。飛び級でU-18の日本代表にも選出された。バルセロナやマドリードなど世界の強豪チームが獲得に向けて動いていると報道もある中、弟と同じ学校へ進学する。このことが世界を巻き込んだ日本のサッカー界の波乱へと繋がっていく。ポジションはミッドフィルダー。
藤本竜輝（ふじもと りゅうき）
高校1年生。蒼士と同級生で同じクラス。飛高兄弟と小学生の頃に一度だけ対戦し、弟の蒼士に憧れている。ポジションはレフトサイドバック。どんなサッカー情報でも即収集するいわゆるサッカーオタク。
黒川鉄平（くろかわ てっぺい）
高校1年生。蒼士と同じクラス。六中トリオの1人。中学時代キャプテンを務めた。
無尽蔵のスタミナとボール奪取能力に長け、中盤で暴れ回る闘犬のような選手。蒼士のライバル的存在で、いつもいがみ合っている。ポジションはディフェンシブミッドフィルダー。
仙道駿（せんどう しゅん）
高校3年生。すさまじいテクニックを誇る選手だが、高校1年の時、プレー中に膝を大ケガ以降サッカーから遠ざかり、初心者や怪我人が一時的に在籍する翔凌高校サッカー部3軍のキャプテンを務める。自らの不運な境遇へのあてつけで３軍に理不尽な指導をする問題児と思われていたが、蒼士とは師弟関係を結ぶことに。監督の路田御子とは幼馴染で「御子姉」と呼ぶ。ポジションはOMF。明英戦のあと、蒼士が精神的ショックを受けているのを和泉から聞き蒼士の前に現れ本心を聞く。日立戦の残り10分という場面で、蒼士との約束通り復帰を果たす。
砥上優（とがみ ゆう）
高校1年生。鹿島Jr.ユースではエースだった。クールで冷めた少年。ポジションはライトウイング。
桧本将稀（ひのもと しょうき）
高校1年生。ゴールキーパー。六中トリオの1人。中学時代、県大会で好セーブを連発し全国大会出場に導いた守護神。
金子仁太（かねこ じんた）
高校1年生。六中トリオの1人。高いクロス精度を持ち、中学時代は県大会アシスト王に輝いた。ポジションはライトミッドフィルダー。
和泉京（いずみ けい）
高校3年生。翔凌高校サッカー部のキャプテン。ポジションはミッドフィルダー。
旭彗吾（あさひ けいご）
高校3年生。翔凌高校サッカー部の副キャプテン。持ち味はロングパス。危機察知能力を活かした守備にも定評があり、ミッドフィルダーからディフェンダーにポジションを変更。
佐反剣弥（さそり けんや）
高校2年生。翔凌高校サッカー部イチの俊足。ポジションは左サイドバック。蒼士とは左サイドタッグを自称している。
幸島誠（さちじま まこと）
高校2年生。”翔凌の壁”と言われている。ポジションはセンターバック。筋肉を誰よりも愛する暑苦しい男で、「漢・幸島」と称する。口癖は「うーはー！」
壱村大然（いちむら たいぜん）
高校2年生。ポジションはセンターフォワード。翔凌高校サッカー部のエース。テンションが上がると、ユニフォームをすぐに脱ぐ癖がある。
路田御子（ろた みこ）
翔凌高校サッカー部の監督。

### 黄金の時代（エルドラード）
スペインリーグで活躍するU-18世代の６人の天才選手たち。超一級の才能が同時期に集結したことから、いずれサッカー界を変えていく期待の世代と目される。彼ら同世代のメンバーが〝黄金の時代〟と呼ばれている。その中心に飛高紅也がいたが、紅也が日本の高校に進学したことで、彼を追って他のメンバーも続々と日本の高校に転学。「日本がサッカー界の次の頂点を決める戦場になった」と注目されている。
飛高紅也
シャビ＝エル・オーロ
スペイン出身。ミッドフィルダー。
ユーリ・アレクサンドライマー
ドイツ出身。ゴールキーパー。
ハーヴィー・デューズホープ
イングランド出身。フォワード。
レオナルド・ジェイド
イタリア出身。ディフェンダー。
トルマリ
ブラジル出身。ディフェンダー。

### 明英高校サッカー部
真田聡明（さなだ　そうめい）
高校1年生。通称“神の子”。現プレイヤーの中で最も飛高紅也に近い人物といわれている。何故か蒼士を気に入っている。蒼士の成長に感化され、一種のゾーンのような集中力を発揮する天才プレーヤー。日立戦にて蒼士（翔淩）の勝ちがないとみるや帰ろうとするやや傲慢なところがある。
遠呂達磨（おろ　たつま）
高校3年生。幼少からスペインの下部組織に所属していたが紅也と入れ替わりで日本に帰国。U-18のキャプテン。「皇帝」と呼ばれ、飛高紅也と日本の玉座をかけて戦うと言われているもう一人の日本の至宝。明英のキャプテンで10番。2年前仙道に怪我を負わせた張本人。過去の話をすることで蒼士の動揺を誘おうとする。紅也が出ているからという理由で翔淩の試合を見に行くほど、紅也に執着している。本人談では翔淩の試合はIHでも見に行っていたらしく、県予選最終戦に紅也はいないが何か気にかかる事があるようで観戦している。
砥上秀（とがみ　しゅう）
砥上優の兄で“明英三英傑”の１人。弟のことを病的に愛している異星人ドリブラー。

## 書誌情報
- 桜井ミヤト 『蒼く染めろ』 講談社〈講談社コミックス〉、既刊17巻（2025年8月12日現在）
  1. 2021年12月17日発売[1][講 1]、ISBN 978-4-06-525698-5
  2. 2022年3月17日発売[講 2]、ISBN 978-4-06-527287-9
  3. 2022年7月15日発売[講 3]、ISBN 978-4-06-528185-7
  4. 2022年10月17日発売[講 4]、ISBN 978-4-06-529130-6
  5. 2022年12月16日発売[講 5]、ISBN 978-4-06-530241-5
  6. 2023年2月17日発売[講 6]、ISBN 978-4-06-530614-7
  7. 2023年5月17日発売[講 7]、ISBN 978-4-06-531560-6
  8. 2023年7月14日発売[講 8]、ISBN 978-4-06-532193-5
  9. 2023年10月17日発売[講 9]、ISBN 978-4-06-532895-8
  10. 2024年1月17日発売[講 10]、ISBN 978-4-06-534183-4
  11. 2024年3月15日発売[講 11]、ISBN 978-4-06-534879-6
  12. 2024年5月16日発売[講 12]、ISBN 978-4-06-535513-8
  13. 2024年8月16日発売[講 13]、ISBN 978-4-06-536523-6
  14. 2024年11月15日発売[講 14]、ISBN 978-4-06-537135-0
  15. 2025年2月17日発売[講 15]、ISBN 978-4-06-538423-7
  16. 2025年5月16日発売[講 16]、ISBN 978-4-06-539448-9
  17. 2025年8月12日発売[講 17]、ISBN 978-4-06-540370-9